# Pianosonate nr. 32 (Beethoven)
De Pianosonate nr. 32 in c-klein, opus 111 is een compositie voor piano van Ludwig van Beethoven. Het is de laatste van de serie van 32 sonates voor piano. De sonate werd voltooid en uitgegeven in 1822.
Samen met Beethovens 33 Variaties op een wals van Anton Diabelli, op. 120 (1823) en zijn twee verzamelingen 11 Bagatellen Opus 119 (1822) en 6 Bagatellen Opus 126 (1824), was dit een der laatste composities voor piano die Beethoven schreef. Het werk ontstond tussen 1821 en 1822. Net als andere sonates uit Beethovens late periode bevat de sonate fugatische elementen en is het stuk uitvoeringstechnisch veeleisend.

## Structuur
Het werk bestaat uit twee zeer contrasterende delen:
1. Maestoso; Allegro con brio e appassionato
2. Arietta: Adagio molto semplice e cantabile

Het eerste deel is, zoals vele van de werken in c-klein van Beethoven, stormachtig en gepassioneerd. Het is gebouwd rond een verminderd septimeakkoord, een akkoord dat onmiddellijk de openingsmaten domineert:

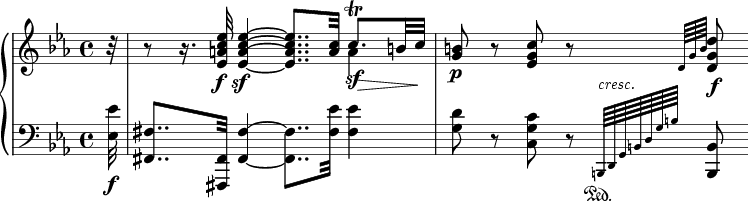
Openingsdeel van de sonate.

Het laatste deel staat in C-groot. Het is een serie variaties op een thema van 16 maten lang, met een kort modulerend tussenspel en tot slot een Coda. De derde variatie is opvallend 'jazzy' en wordt vaak aangeduid als de 'boogiewoogie'-variatie. De laatste twee variaties zijn beroemd vanwege de introductie van kleine noten die de maat continu verdelen in 36 respectievelijk 27 delen, wat zeer ongebruikelijk is. Beethoven introduceert tegen het einde een triller die de suggestie geeft van een -nog een stap- kleinere verdeling van de maat (in 81 delen). Deze trillervariatie is zeer moeilijk te spelen zonder naar de helft van het tempo te vertragen.
Beethovens aanduidingen in de partituur maken duidelijk dat hij variatie 2 tot en met 4 in dezelfde puls gespeeld wil hebben als het thema. Dit doet hij met de aanduiding "L'istesso tempo" bij de wisseling van maataanduiding.
Een normale uitvoering duurt ongeveer 8 tot 9 minuten voor het eerste deel, en 15 tot 18 minuten voor het tweede deel.
Deze sonate is een van de beroemdste composities uit Beethovens late oeuvre en kent vele uitvoeringen en opnamen. De pianist Robert Taub noemde het werk "a work of unmatched drama and transcendence ... the triumph of order over chaos, of optimism over anguish." (Vertaald: Een werk met ongeëvenaard drama en transcendentie .... de overwinning van orde over chaos, van optimisme over angst.).

## Geschiedenis
Beethoven bedacht het plan voor zijn laatste drie grote sonates gedurende de zomer van 1820 terwijl hij werkte aan zijn Missa Solemnis. Zoals met vele andere werken van die grootte, werd opus 111 lang en complex, en deed een groter beroep op Beethovens inspiratie dan men kan voorstellen. Zodoende vindt men het eerste thema van het allegro ed appasionato reeds in een schetsboek uit 1801-1802 (dat is dezelfde periode waarin Beethoven werkte aan zijn Symfonie Nr. 2), hoewel het werk pas echt als schets/plan in 1819 ontstond. Verder impliceert een studie van deze schetsboeken dat Beethoven aanvankelijk een driedelige sonate wilde schrijven, en dat wijkt af van wat musicologen dachten te weten. Het thema van het eerste deel werd dat van Strijkkwartet Nr. 13 in Bes-groot (1825) (opus 130), en wat als thema van een adagio, een langzaam deel in As-groot, zou moeten hebben gefunctioneerd is door Beethoven niet gebruikt. Alleen het motief dat voor het derde deel was gepland, was voorbehouden om als thema voor het eerste deel te functioneren. Ook het Arietta biedt een aanzienlijke hoeveelheid stof tot research naar de thematiek. De schetsen voor dit deel lijken te wijzen op een plan om een derde deel te laten varen. Beethoven gaf blijkbaar dus het idee van een derde deel op toen de sonate zijn uiteindelijke gestalte begon te krijgen, omdat de sonate als zodanig met de twee delen compleet genoeg was in zijn ogen.

## Erfenis
Van Chopin is bekend dat hij grote bewondering voor deze sonate had. In twee van zijn werken, de Sonate nr.2 en de Revolutie-etude op. 10 nr. 12 refereert Chopin aan respectievelijk de opening en het einde van Beethovens op. 111. (Vergelijk de openingsmaten van de twee sonates, en maat 77-81 uit Chopins Etude met maat 150-152 uit het eerste deel van Beethovens op.111).
Mann Thomas, Doktor Faustus - Fischer Verlag GmbH Frankfurt am Main 1947, Chapter VIII

## Media
Luister naar het eerste deel: 
Luister naar het tweede deel: 
1. f, opus 2-1
2. A, opus 2-2
3. C, opus 2-3
4. Es, opus 7 (Grand Sonata)
5. c, opus 10-1
6. F, opus 10-2
7. D, opus 10-3
8. c, opus 13 (Pathétique)
9. E, opus 14-1

1. G, opus 14-2
2. Bes, opus 22
3. As, opus 26 (Dodenmars)
4. Es, opus 27-1 (Quasi una fantasia)
5. cis, opus 27-2 (Mondschein)
6. D, opus 28 (Pastorale)
7. G, opus 31-1

1. d, opus 31-2 (Sturm)
2. Es, opus 31-3
3. g, opus 49-1
4. G, opus 49-2
5. C, opus 53 (Waldstein)
6. F, opus 54
7. f, opus 57 (Appassionata)
8. Fis, opus 78 (À Thérèse)

1. G, opus 79
2. Es, opus 81a (Les adieux)
3. e, opus 90
4. A, opus 101
5. Bes, opus 106 (Hammerklavier)
6. E, opus 109
7. As, opus 110
8. c, opus 111